# Jamaica op de Olympische Zomerspelen 1964
Jamaica nam deel aan de Olympische Zomerspelen 1964 in Tokio, Japan. Het was de eerste deelname na de onafhankelijkheid in 1962. Vier jaar eerder nam het deel als onderdeel van de West-Indische Federatie en voor die tijd was het aanwezig als Britse kolonie. Voor de tweede en tot op heden (medio 2008) laatste keer werd er geen medaille gewonnen.

## Deelnemers en resultaten

### Atletiek
| Olympiër                                                  | Onderdeel       | Resultaat | Prestatie                                                                        |
| --------------------------------------------------------- | --------------- | --------- | -------------------------------------------------------------------------------- |
| Lynn Headley                                              | 100m (m)        | 40e       | serie 10: 2de in 10,5 kwartfinale 4: 3de in 10,4 halve finale 2: 6de in 10,5     |
| Dennis Johnson                                            | 100m (m)        | 18e       | serie 6: 2de in 10,6 kwartfinale 1: 5de in 10,5                                  |
| Pablo McNeil                                              | 100m (m)        | 9e        | serie 9: 3de in 10,5 kwartfinale 3: 4de in 10,5 halve finale 1: 6de in 10,3      |
| Rupert Hoilette                                           | 400m (m)        | 22e       | serie 3: 4de in 47,5 kwartfinale 3: 5de in 47,6                                  |
| George Kerr                                               | 400m (m)        | DNS       | serie 5: niet gestart                                                            |
| Laurie Khan                                               | 400m (m)        | 12e       | serie 7: 3de in 47,2 kwartfinale 2: 4de in 47,0 halve finale 1: 6de in 47,0      |
| George Kerr                                               | 800m (m)        | 4e        | serie 5: 2de in 1.48,9 halve finale 2: 1ste in 1.46,1 (OR) finale: 4de in 1.45,9 |
| Neville Myton                                             | 800m (m)        | 34e       | serie 2: 5de in 1.52,4                                                           |
| Neville Myton                                             | 1500m (m)       | 39e       | serie 1: 9de in 3.57,0                                                           |
| Pablo McNeil Patrick Robinson Lynn Headley Dennis Johnson | 4x100m (m)      | 4e        | serie 3: 2de in 40,1 halve finale 1: 3de in 39,6 finale: 4de in 39,4             |
| Laurie Khan Malcolm Spence Mel Spence George E. Kerr      | 4x400m (m)      | 4e        | serie 1: 3de in 3.05,3 finale: 4de in 3.02,3                                     |
| Wellesley Clayton                                         | verspringen (m) | 19e       | kwalificatie: 19de met 7,28m                                                     |
|                                                           |                 |           |                                                                                  |
| Carmen Smith                                              | 100m (v)        | 15e       | serie 5: 5de in 11,7 kwartfinale 2: 4de in 11,7 halve finale 1: 8ste in 11,9     |
| Adlin Mair                                                | 200m (v)        | 25e       | serie 4: 5de in 25,0                                                             |
| Una Morris                                                | 200m (v)        | 4e        | serie 5: 3de in 24,2 halve finale 2: 3de in 23,7 finale: 4de in 23,5             |
| Una Morris                                                | 400m (v)        | 12e       | serie 2: 3de in 55,3 halve finale 1: 6de in 54,9                                 |
| Carmen Smith                                              | 80m horden (v)  | 24e       | serie 3: 5de in 11,8                                                             |
| Adlin Mair Una Morris Vilma Charlton Carmen Smith         | 4x100m (v)      | 9e        | serie 1: 5de in 46,0                                                             |

### Boksen
| Olympiër      | Onderdeel | Resultaat | Prestatie                                           |
| ------------- | --------- | --------- | --------------------------------------------------- |
| John Elliott  | -71kg (m) | 17e       | 1ste ronde: V van ARG Chirino                       |
| Ronald Holmes | -81kg (m) | 9e        | 1ste ronde: vrij 2de ronde: V van POL Pietrzykowski |

### Schietsport
| Olympiër    | Onderdeel       | Resultaat | Prestatie                       |
| ----------- | --------------- | --------- | ------------------------------- |
| Tony Bridge | 50m pistool (m) | 51e       | 492 punten: (83-83-78-88-81-79) |

### Zeilen
| Olympiër                                        | Onderdeel     | Resultaat | Prestatie                            |
| ----------------------------------------------- | ------------- | --------- | ------------------------------------ |
| Steven Henriques Barton Kirkconnell Earl Taylor | draken klasse | 23e       | 832 punten: (22-23-DNF-20-18-21-DSQ) |

Afghanistan · Algerije · Argentinië · Australië · Bahama's · België · Bermuda · Birma · Bolivia · Brazilië · Brits-Guiana · Bulgarije · Cambodja · Canada · Ceylon · Chili · Colombia · Congo-Brazzaville · Costa Rica · Cuba · Denemarken · Dominicaanse Republiek · Duits eenheidsteam · Ethiopië · Filipijnen · Finland · Frankrijk · Ghana · Griekenland · Groot-Brittannië · Hongarije · Hongkong · Ierland · IJsland · India · Irak · Iran · Israël · Italië · Ivoorkust · Jamaica · Japan · Joegoslavië · Kameroen · Kenia · Libanon · Liberia · Libië · Liechtenstein · Luxemburg · Madagaskar · Maleisië · Mali · Marokko · Mexico · Monaco · Mongolië · Nederland · Nederlandse Antillen · Nepal · Nieuw-Zeeland · Niger · Nigeria · Noord-Rhodesië · Noorwegen · Oeganda · Oostenrijk · Pakistan · Panama · Peru · Polen · Portugal · Puerto Rico · Roemenië · Senegal · Sovjet-Unie · Spanje · Taiwan · Tanganyika · Thailand · Trinidad en Tobago · Tsjaad · Tsjecho-Slowakije · Tunesië · Turkije · Uruguay · Venezuela · Verenigde Arabische Republiek · Verenigde Staten · Vietnam · Zuid-Korea · Zuid-Rhodesië · Zweden · Zwitserland